# Julio Martínez Santa-Olalla
Julio Martínez Santa-Olalla, Santa Olalla o Santaolalla (Burgos, 23 de agosto de 1905-Madrid, 13 de febrero de 1972) fue un arqueólogo español. Se centró en el pasado celta y visigodo de España. Era germanófilo y se relacionó con miembros de la Ahnenerbe.

## Biografía
Era hijo del militar José Martínez Herrera y de Consuelo Santa-Olalla Cadiñaños. Sus hermanos fueron Antonio, Emilio, Consuelo y Carmen. Su familia cambió de domicilio repetidas veces. Vivió en Ronda, Sevilla, Madrid, Ceuta, Bilbao, Barcelona y otros lugares.
En su juventud conoció al jesuita Eugenio Jalhay, que influyó en su vocación por la historia y con el mantuvo siempre una estrecha amistad. En 1922, con 17 años, se hizo miembro de la Sociedad Española de Antropología, Etnografía y Prehistoria.
Empezó a estudiar la licenciatura en Arqueología. Recibió las enseñanzas en Madrid, Barcelona y Valladolid. En esta etapa recibió clases de Pedro Bosch y Hugo Obermaier. Terminó la carrera universitaria en 1926.
En 1927 se trasladó a la Universidad de Bonn, donde impartió lengua y cultura españolas hasta 1931. En esta etapa conoció la arqueología alemana y sus modernos métodos de excavación y trabajo de campo.
Durante su estancia en Alemania estudió en el Museo Central Romano-Germánico de Maguncia y conoció al arqueólogo Gustaf Kossinna, mostrando interés por su obra sobre los indoeuropeos y el pueblo alemán.
Desde Alemania empezó a colaborar en el Anuario de Prehistoria Madrileña, donde publicó recensiones de obras centroeuropeas y otros trabajos. Martínez Santa-Olalla empezó a especializarse en la expansión de los pueblos germánicos a Francia y España, sobre todo de los visigodos.
Tras licenciarse empezó a elaborar su tesis doctoral, titulada Elementos para el estudio de la cultura de los talayots en Menorca, que fue dirigida por Obermaier y realizada en Alemania y Madrid.
En 1931 escribió una serie de cartas a Américo Castro en las que se mostraba muy crítico con Ramón Menéndez Pidal y Wilhelm Meyer-Lübke. Por su conflicto con estos académicos, fue forzado a dimitir.
Fue profesor de Arqueología e Historia Primitiva del Hombre, Numismática y Epigrafía en la Universidad de Madrid, catedrático de Geografía de la Universidad de Madrid, catedrático de Historia del Arte, Arqueología y Numismática de la Universidad de Santiago de Compostela y catedrático de Historia Primitiva del Hombre en la Universidad de Madrid. Uno de sus alumnos fue Julio Caro Baroja.
En 1932 Obermaier fundó el Seminario de Historia Primitiva del Hombre, del que Martínez de Santa-Olalla fue miembro. Obermaier se exilió con motivo de la guerra civil española.
En los comienzos de la década de 1930 llevó a cabo excavaciones de restos visigodos en Herrera de Pisuerga y Daganzo de Arriba.
En 1934 publicó sus dos trabajos más importantes sobre la Alta Edad Media: Esquema de la arqueología visigoda y Notas para un ensayo de sistematización de la arqueología visigoda en España.
Tras los hechos del 6 de octubre de 1934, donde se proclamó un Estado catalán, su padre, entonces teniente-coronel, fue nombrado alcalde de Barcelona, ocupando el cargo hasta el 13 de enero de 1935. En 1934 Martínez Santa-Olalla aprovechó los contactos de su padre para visitar las excavaciones en la Plaza del Rey de Barcelona, con restos que iban del Neolítico hasta la Baja Edad Media.
En julio de 1936 comenzó la Guerra Civil. El 2 de septiembre de 1936 su padre, amigo de Francisco Franco y del militar falangista Juan Yagüe, fue detenido pero finalmente fue liberado porque Julio Martínez Santa-Olalla pidió a Pedro Bosch Gimpera y a Carles Pi i Sunyer su intercesión. Durante la guerra su hermano Antonio fue fusilado.
Julio, que era falangista, fue detenido en una checa. En junio de 1937 encontró refugio en la embajada francesa en Madrid. Luego fue trasladado a campos de internamiento de Port-Vendres y Ardèche. El arqueólogo francés Henri Breuil y el arqueólogo portugués Manuel Heleno le ayudaron a regresar a España en abril de 1938.
Intentó alistarse como voluntario del bando franquista en la Academia Militar del Estado Mayor en Valladolid, pero no fue admitido por tener problemas de visión.
El 9 de marzo de 1939 fundó con Martín Almagro Basch la Comisaría General de Excavaciones Arqueológicas, adscrita al Ministerio de Educación Nacional, donde tenía el cargo de subsecretario. Esta institución pretendía centralizar las actividades arqueológicas en España, a semejanza del Instituto Arqueológico Alemán. Desapareció en 1955 debido a los conflictos entre Martínez de Santa-Olalla y sus colegas de profesión.
Durante el primer franquismo, Martínez Santa-Olalla sería uno de los máximos representantes de una reinterpretación panceltista de la prehistoria de la península ibérica, en sintonía con el nuevo régimen, privilegiando lo céltico frente a lo íbero. Esta incorporación de los celtas, considerados indoeuropeos y arios, habría tenido lugar según su criterio hacia el año 1 000 a. C., durante la Edad del Bronce y habría tenido unos efectos positivos en la civilización.
El 21 de febrero de 1940 Martínez Santa-Olalla dio una conferencia en Roma, organizada por el Instituto de Estudios Romanos, que trataba sobre arqueología hispano-romana y a la que asistió el embajador español en Italia. Por estas fechas también dio una charla en Radio Roma sobre las relaciones entre Hispania y Roma.
En 1941 publicó en la revista Atlantis, de la Sociedad Española de Antropología, Etnografía y Prehistoria, un estudio sobre grabados rupestres en el Sahara Occidental. En 1944 publicaría en Acta Arqueológica Hispánica su trabajo El Sahara español ante-islámico. Algunos resultados de la primera expedición paleoetnológica al Sahara (julio-septiembre de 1943), II, láminas.
Una de sus obras más célebres es el Esquema paleontológico de la Península Ibérica, que fue publicado en 1946 en Madrid por el Seminario de Historia Primitiva.
Entre el 18 y el 20 de agosto de 1952 organizó en Segovia una Comisión Internacional para el Estudio de los Pueblos Germánicos en la Época de las Invasiones. El evento incluyó visitas a los cementerios visigodos de Madrona y Castiltierra.
En 1953 fundó el Instituto Arqueológico Municipal de Madrid y el museo municipal, que dirigió hasta su muerte.
Entre el 21 y el 27 de abril de 1954 organizó el IV Congreso Internacional de Ciencias Prehistóricas y Protohistóricas en Madrid. De los 43 invitados, 20 habían estado ligados a la Ahnenerbe.
Entre 1955 y 1957 fue catedrático de Historia del Arte de la Universidad de Zaragoza. Posteriormente, fue catedrático de Prehistoria y Etnología en la Universidad de Valencia hasta 1969. Luego pasó a ser profesor en la Universidad Complutense de Madrid.
Coincidiendo con la etapa de protestas y disturbios que afectaron a las universidades españolas en los primeros meses de 1972, un grupo de alumnos le recriminaban sus numerosas faltas de asistencia a clase. Según la nota oficial que hizo pública la Universidad, el día 8 de febrero "por la mañana, haciendo un esfuerzo, acudió a la [Facultad de Filosofía y Letras] y fue objeto de una contestación por un grupo activista. Esto le produjo tan viva impresión que allí mismo tuvo un infarto de miocardio seguido de parálisis cardíaca, y fue ingresado en gravísimo estado en la Clínica de la Concepción", a causa del cual falleció el día 12 de febrero.

### Relaciones con la Alemania nazi
En 1936 el arquitecto e investigador de la Antigüedad Clásica Hans Schleif excavó en Olimpia con apoyo de la Ahnenerbe. Schleif se carteó con Martínez Santa-Olalla, poniéndole al corriente de sus descubrimientos.
En 1933 publicó en la revista Germania (fundada por el Instituto Arqueológico Alemán en 1917 y que aún existe) su artículo Fíbulas de lazo de los visigodos y en 1936 Fíbulas aquiliformes visigodas en España. En 1935 publicó en la revista Nordische Welt su artículo Características principales de la arqueología visigoda en la península pirenaica.
En el número de marzo de 1939 de Germanen Erbe, que le dedicó su portada a los visigodos, se menciona una conferencia de Martínez Santa-Olalla con el nombre de Los visigodos en España, que dio invitado por el Instituto Ibero-Americano y la Sociedad Hispano-alemana.
En el número de enero de 1936 de Germanien, órgano de expresión de la Ahnenerbe, aparece una reseña sobre la conferencia Visigodos, que Martínez Santa-Olalla dio en la Universidad de Colonia. En 1935 publicó en la revista Mannus su artículo Los primeros vestigios de naturaleza nórdica en el arte primitivo franco-cántabro, que fue reseñado por Luise Holtei en marzo de 1936 en la revista Germanien. En mayo de 1936, en la revista Germanien, Hertha Schemmel reseñó el artículo de Martínez Santa-Olalla titulado Broches de águila visigoda en España. En el número de enero de 1942 de Germanien Martínez Santa-Olalla fue mencionado en un artículo de Wilhelm Reinhart titulado Broches de ciervo en las tumbas visigodas en España y en el número de marzo-abril del mismo año fue mencionado de nuevo en esta revista en un artículo, sin firmar, también sobre restos visigodos.
El 29 de junio de 1938 Martínez Santa-Olalla estuvo en Fráncfort del Meno en el jubileo del Instituto de Morfología Cultural, donde coincidió con el arqueólogo austríaco Oswald Menghin, al que ya conocía desde 1931. Menghin, de la Ahnenerbe, había escrito en 1934 un libro titulado Espíritu y sangre: conceptos básicos sobre raza, idioma, cultura y etnia, que tuvo mucha influencia ideológica.
En 26 de enero de 1939 Martínez Santa-Olalla fue a Berlín, invitado por Menghin, para dar una conferencia sobre los visigodos en España. Esta fue organizada por el Instituto Ibero-Americano, dirigido por Wilhelm Faupel, y la Sociedad Hispano-alemana.
Entre el 19 y el 24 de octubre de 1940 Heinrich Himmler, jefe de las SS, hizo una visita por España. El 21 de octubre estuvo en el Monasterio de San Lorenzo de El Escorial, donde conoció a Martínez Santa-Olalla, que le explicó lo que iban viendo.
Himmler también fue el 21 de octubre a Toledo, que le interesaba por haber sido capital del reino visigodo y porque su Alcázar fue un lugar de resistencia de los sublevados durante la Guerra Civil. En esta ciudad, Martínez Santa-Olalla ilustró a Himmler sobre los visigodos e hizo de traductor del general José Moscardó en el Alcázar.
El 22 de octubre Martínez Santa-Olalla hizo de guía de Himmler por el Museo del Prado de Madrid. Luego, explicó al jefe de las SS todo lo que iba viendo en el Museo Arqueológico Nacional. Himmler se interesó especialmente por los celtíberos y los visigodos, así como por un mapa que mostraba la expansión de los pueblos germánicos por Europa. El alemán fue obsequiado con una copia en bronce de la Dama de Elche y con un broche visigodo del siglo VI procedente del cementerio visigodo de Castiltierra, excavado desde la década de 1930 y que tenía unas 400 tumbas.
Himmler tenía pensado visitar el cementerio visigodo de Castiltierra. Para ello, Julio Martínez Santa-Olalla y Domingo Fletcher Valls, con un grupo de 30 trabajadores, prepararon y abrieron parte de las tumbas. Sin embargo, la lluvia encharcó el terreno y la visita se suspendió.
Martínez Santa-Olalla fue invitado por Himmler a Alemania a visitar la sede de la Ahnenerbe en Dahlem, cerca de Berlín. Llegó a Alemania el 7 de diciembre de 1940 y, además de la sede, visitó Fráncfort, Maguncia, Múnich y Stuttgart. En Múnich se entrevistó con el kurator de la Ahnenerbe Walther Wüst. El propósito del viaje fue organizar una serie de conferencias, la publicación en Alemania de libros suyos sobre celtas y visigodos y la cooperación arqueológica hispano-germana. El viaje duró hasta el 20 de diciembre de ese año.
Martínez Santa-Olalla mantuvo una correspondencia fluida con Wolfram Sievers, director de la Ahnenerbe, hasta marzo de 1945.
El 22 de mayo de 1941, en Madrid, tuvo lugar un acto del Instituto Alemán de Cultura en el que estuvieron presentes su director Theodor Heinermann, el ministro de Exteriores Ramón Serrano Suñer, el embajador alemán Eberhard von Stohrer y Julio Martínez Santa-Olalla.
El ministro falangista José Luis Arrese escribió en julio de 1941 a Wolfram Sievers, Walther Wüst, Heinrich Himmler y a otras personalidades para que la Ahnenerbe y otras instituciones alemanas tomasen parte en las excavaciones de Martínez Santa-Olalla en el cementerio visigodo de Castiltierra. El resultado fue que el Archaelogisches Institut des Deutschen Reiches y la Römish Germanische-Komission enviaron a Joachim Werner a las excavaciones y, aunque la Ahnenerbe no participó directamente, Sievers y otros miembros de la sociedad se interesaron por las mismas.
En febrero de 1942 Martínez Santa-Olalla envió piezas encontradas por él en Castiltierra a la Ahnenerbe. En junio de 1944 Sievers escribió que tenía dispuestas dos cajas de estas piezas para enviarlas de regreso a España. Estas llegaron en julio de 1944. En la actualidad, objetos de la campaña arqueológica de 1941 en Castiltierra se encuentran dispersos por los siguientes museos: Museo Arqueológico Nacional de Madrid, Museo Romano-Germánico de Colonia, Museo Nacional Germánico de Núremberg, Museo de Artes Aplicadas de Viena, Museo Arrese de Corella, Museo de Pontevedra, Museo de la Alcazaba de Málaga y Museo Arqueológico y Etnológico de Granada.
El traficante de arte y anticuario Herbert Marwitz vendió al Museo Nacional Germano de Núremberg una fíbula germánica que supuestamente había sido encontrada en 1936 en Moravia. En 1938 el historiador de la Universidad de Colonia Walter Von Stokar descubrió que la pieza era falsa. Hans Zeiss, experto de la Ahnenerbe, coincidió en su falsedad. En 1940 Marwitz fue condenado a 5 años de prisión. En la década de 1930, el mecenas Damián Mateu adquirió piezas visigodas que aparentemente provenían de las necrópolis de Torredonjimeno y Castiltierra y las donó al Museo Arqueológico de Barcelona. Estos objetos fueron alabados entonces por Hans Zeiss y Julio Martínez Santa-Olalla. En 1940 Martínez de Santa-Olalla y Zeiss revisaron las piezas y coincidieron en que también eran falsificaciones. Himmler se enteró de las falsificaciones españolas. Martínez Santa-Olalla informó a la policía, que detuvo en junio de 1941 al falsificador Enrique Galera Gómez. También se puso en contacto con la policía el director del Museo Arqueológico Nacional, Blas Taracena Aguirre, que escribió un informe para Martín Almagro Basch y Hans Zeiss. En 1942 Martínez Santa-Olalla envió un dosier sobre el tema a Himmler y a Sievers.
El hecho de que Martínez Santa-Olalla hubiera considerado auténticas las falsificaciones de Enrique Galera en el pasado fue aireado por su antiguo alumno, Almagro, en un artículo que fue traducido al alemán y enviado al prehistoriador Kurt Willvonseder, por lo que Martínez Santa-Olalla se sintió traicionado y su reputación se vio perjudicada en el Tercer Reich. Menghin se trasladó a Barcelona en junio de 1942 y le retiró su confianza a Martínez Santa-Olalla por este asunto. Sievers y Wüst encargaron recabar información al arqueólogo Herbert Jankuhn, que decidió ser cauteloso. En 1944 los nazis empezaron a valorar más la lealtad de Martínez Santa-Olalla y Sievers volvió a escribirle.
En 15 de enero de 1942 dio una conferencia en la Universidad de Berlín sobre la afluencia indoeuropea hacia España durante el primer milenio antes de Cristo.
En 1943 se creó el Instituto Arqueológico de Alemania en Madrid, que estaba integrado en el Instituto Alemán de Cultura. La idea era colaborar en la investigación sobre los visigodos. Su primer presidente fue Helmut Schlunk, que también mantuvo una nutrida correspondencia con Martínez Santa-Olalla.
La Atlántida fue descrita por el filósofo griego Platón como un continente perdido en el océano más allá de las columnas de Hércules, es decir, el estrecho de Gibraltar. Herman Wirth, presidente de la Ahnenerbe hasta 1937, pensaba que los arios venían de la Atlántida. Se especuló con que las Islas Canarias, que se encuentran en el océano Atlántico, albergasen restos de esa civilización perdida y que los guanches fuesen arios. Himmler seleccionó al arqueólogo y teólogo Otto Huth para investigar esta teoría. En 1939 Huth proyectó una expedición a estas islas, que no se llevó a cabo por la Segunda Guerra Mundial. Otto Rössler, un nacionalsocialista cuñado de Huth, había realizado una tesis sobre la lengua de las Islas Canarias y también estuvo vinculado a esta investigación. El 27 de mayo de 1944 Sievers escribió a Martínez Santa-Olalla pidiéndole fotocopias de dos obras de Gaspar Frutuoso que estaban en la biblioteca del Palacio Nacional de Ajuda y de otra de Juan Núñez de la Peña que estaba en la Biblioteca Nacional de España. Estas obras trataban sobre el pasado canario. Consta que Martínez Santa-Olalla le envió una copia de esa obra de Juan Núñez de la Peña ese mismo año.